# Клименко Микола Іванович
Клименко Микола Іванович (9 липня 1913 — 4 липня 1990) — Герой Соціалістичної Праці (1951).

## Біографія
Народився і жив у селі Люцерна, Вільнянського району, Запорізької області. Походив з родини селян. 
Учасник німецько-радянської війни. 
Після закінчення війни з 1945 працював трактористом, комбайнером в радгоспах «Дружба» і «Запорізька Січ». У 1950-х освоював цілинні казахські землі.

## Нагороди
Нагороджений орденами Леніна, Вітчизняної війни, Червоної Зірки та медалями.